# Thorectes intermedius
Thorectes intermedius es una especie de coleóptero de la familia Geotrupidae.

## Distribución geográfica
Habita en Italia, sur de Francia y Baleares.